# Le Syndrome de Stendhal
Pour plus de détails, voir Fiche technique et Distribution.
Le Syndrome de Stendhal (La sindrome di Stendhal) est un giallo italien réalisé par Dario Argento et sorti en 1996, d'après l'ouvrage de psychologie de même titre de Graziella Magherini.

## Synopsis
Pour les besoins d'une enquête à Florence une jeune inspectrice, Anna, se rend dans un musée. Entourée d'œuvres magnifiques, elle s'évanouit, victime du syndrome de Stendhal. Amnésique à son réveil, Anna s'aperçoit qu'elle a perdu son arme lorsqu'un charmant jeune homme, Alfredo, lui propose son aide qu'elle refuse. 
Irritée de ne plus se rappeler qui elle est ni la raison de sa présence dans ce musée, elle trouve dans son sac l'adresse d'un hôtel dont elle est vraisemblablement cliente. De retour dans celui-ci, elle est une nouvelle fois victime de son syndrome : envoûtée par la peinture suspendue face à son lit, elle se souvient de tout, les meurtres et les viols à Turin, les crimes similaires à Florence et finalement son enquête dans cette ville. À son réveil, le tueur, qui n'est autre qu'Alfredo, est dans sa chambre. Il la viole, puis l'emmène, lors d'une de ses rondes, assister à un nouveau meurtre. Grâce à la folie meurtrière de son tortionnaire qui ne s'intéresse plus qu'à sa victime, elle réussit à s'enfuir, traumatisée.
Pour passer cette épreuve et échapper au tueur, elle décide, sur les conseils d'un psychiatre, de prendre quelques jours de vacances chez son père. Elle décide également, toujours sur les conseils de ce même psychiatre, de se mettre à la peinture pour guérir de son syndrome de Stendhal. Malgré la protection de la police, le tueur la retrouve, l'enlève à nouveau et la séquestre. Lorsque celui-ci s'absente pour commettre un nouveau crime, elle réussit à se libérer et l'attaque à son retour. Elle frappe tant et si bien son bourreau que celui-ci, à l'agonie, incapable du moindre mouvement, ne pourra rien faire pour l'empêcher de le jeter à l'eau. Malgré les recherches, le corps n'est pas retrouvé.
Peu après ces tragiques événements, Anna fait la connaissance d'un jeune homme, restaurateur et étudiant en art, dont elle tombe rapidement amoureuse. Tout recommence et son petit ami en est la première victime. Elle pense alors trouver l'assassin en la personne de son psychiatre lorsque celui-ci, passant aux alentours de son domicile, la supplie de l'écouter. Lorsque celui-ci sera assassiné peu après le repêchage du corps d'Alfredo, elle s'enfuira, poursuivie par la police qui découvrira que, folle, elle a commis les deux derniers meurtres en se prenant pour l'assassin.

## Fiche technique
- Titre français : Le Syndrome de Stendhal
- Titre original italien : La Sindrome di Stendhal
- Réalisation : Dario Argento
- Scénario : Dario Argento, Franco Ferrini, d'après le livre de Graziella Magherini
- Photographie : Giuseppe Rotunno
- Montage : Angelo Nicolini
- Musique : Ennio Morricone
- Effets spéciaux : Giovanni Corridori
- Décors : Antonello Geleng
- Costumes : Lia Morandini
- Maquillage :	Franco Casagni, Gloria Pescatore
- Production : Dario Argento, Giuseppe Colombo et Walter Massi
- Sociétés de production : Medusa Film, Cine 2000
- Pays de production :  Italie
- Langue originale : italien
- Format : couleur – 1.66:1 – son Dolby Digital – 35 mm
- Genre : Giallo
- Durée : 114 minutes
- Date de sortie : 
  - Italie : 26 janvier 1996
  - France :  Inédit au cinéma, sorti directement en vidéo en 1997
- interdit aux moins de 12 ans

## Distribution
- Asia Argento : Anna Manni
- Thomas Kretschmann : Alfredo Grossi
- Marco Leonardi : Marco Longhi
- Luigi Diberti : Commissaire Manetti
- Paolo Bonacelli : Docteur Cavanna
- Julien Lambroschini : Marie
- John Quentin : le père d'Anna
- Maximilian Nisi (it) : le frère d'Anna
- Franco Diogene (it) : le mari d'une victime
- Lucia Stara (it) : la fille étranglée
- Sonia Topazio (it) : victime à Florence
- Lorenzo Crespi (it) : Giulio
- Vera Gemma : policière
- John Pedeferri : l'ingénieur hydraulique
- Veronica Lazar : la mère de Marie
- Mario Diano : le médecin-légiste

## Production
Le titre fait référence à la maladie psychosomatique du même nom qui provoque un déséquilibre chez l'individu lorsqu'il est exposé à une profusion d'œuvres d'art en un même lieu dans un même temps. Argento a déclaré avoir connu le syndrome de Stendhal dans son enfance. Alors qu'il visitait Athènes avec ses parents, le jeune Dario gravissait les marches du Parthénon lorsqu'il a été pris d'une transe qui l'a éloigné de ses parents pendant des heures. L'expérience fut si forte qu'Argento ne l'a jamais oubliée ; il y a immédiatement pensé lorsqu'il a découvert le livre de Graziella Magherini sur le syndrome, qui allait devenir l'inspiration principale du film. 
Alors qu'il avait initialement l'intention de commencer le tournage aux États-Unis, il n'y a pas trouvé de ville avec un monument « suffisamment représentatif » pour développer son histoire, et a donc décidé de tourner en Italie. Après avoir travaillé dix ans outre-Atlantique, le cinéaste revient donc dans son pays natal. C'est le premier film italien à utiliser des images de synthèse générées par ordinateur.
Bridget Fonda devait à l'origine jouer le rôle d'Anna, mais elle s'est désistée avant le début de la production, et Jennifer Jason Leigh a été considérée comme une remplaçante possible avant que Dario Argento ne confie le rôle à sa propre fille, Asia. Thomas Kretschmann a été choisi pour jouer Alfredo Grossi parce qu'il avait déjà travaillé avec Asia sur le film La Reine Margot (1994) de Patrice Chéreau et qu'elle l'avait recommandé à son père. Dario, Asia et Thomas Kretschmann retravailleront ensemble pour Dracula (2012).
La scène d'ouverture a été tournée dans la Galerie des Offices à Florence. Dario Argento est l'un des rares réalisateurs de longs métrages à avoir été autorisé à y tourner un film. Le tableau dans lequel Anna entre littéralement est La Ronde de nuit de Rembrandt, qui se trouve au Rijksmuseum d'Amsterdam, et le tableau devant lequel Anna s'évanouit est La Chute d'Icare de Pieter Brueghel l'Ancien, exposé dans un des Musées royaux des Beaux-Arts de Bruxelles.
Après sa trilogie animalière qui constitue ses trois premiers films (1970-1971), Argento s'était violemment brouillé d'avec Ennio Morricone et c'est la première fois depuis 26 ans qu'Argento collabore à nouveau avec le célèbre compositeur. Image Musik a produit la bande originale intitulée La sindrome Di Stendhal qui comprend les compositions de Morricone.

## Exploitation
Il a été un succès critique et commercial en Italie, rapportant 5 443 000 lires et se plaçant 44e du box-office Italie 1995-1996. 
Le film est en sélection officielle du festival du film fantastique Fantastic'Arts 1997.

### Accueil critique
L'auteur Maitland McDonagh remarque que, bien qu'il ne soit pas au niveau d'œuvres telles que Ténèbres ou Inferno, le film est « un incontournable pour les aficionados d'Argento, porté par une prestation courageuse et dérangeante de sa fille ». Aurélien Férenczi dans Télérama estime que « Dario Argento atteint ici des sommets de délire formel : une porte s'ouvre, c'est un flash-back qui commence, peintures et murs semblent poreux, invitation à des raptus où l'art et le sexe sont mêlés »